# Bud Olsen
Enoch Eli Olsen III, detto Bud (Hobart, 25 luglio 1940 – Louisville, 12 marzo 2018), è stato un cestista e allenatore di pallacanestro statunitense, professionista nella NBA e nella ABA.

## Carriera
Venne selezionato dai Cincinnati Royals al secondo giro del Draft NBA 1962 (13ª scelta assoluta).